# Muzio Attendolo (cruzador)
O Muzio Attendolo foi um cruzador rápido operado pela Marinha Real Italiana e a oitava embarcação da Classe Condottieri. Sua construção começou em abril de 1931 no Cantieri Riuniti dell'Adriatico e foi lançado ao mar em setembro de 1934, sendo comissionado na frota italiana em agosto do ano seguinte. Era armado com uma bateria principal composta por oito canhões de 152 milímetros montados em quatro torres de artilharia duplas, tinha um deslocamento carregado de quase nove mil toneladas e conseguia alcançar uma velocidade máxima de 37 nós.
A finalização do Muzio Attendolo foi adiada por mudanças de projeto ainda durante sua construção. Na Segunda Guerra Mundial, o navio participou de operações de escoltas de comboios e instalações de minas, além de ações contra forças britânicas, incluindo a Batalha da Calábria em julho de 1940, a Primeira Batalha de Sirte em dezembro de 1941 e um ataque contra o Comboio Pedestal em agosto de 1942. Neste último, foi torpedeado e teve sua proa destruída. O cruzador acabou afundado em dezembro de 1942 por um ataque aéreo norte-americano em Nápoles.